# Altar privilegiado

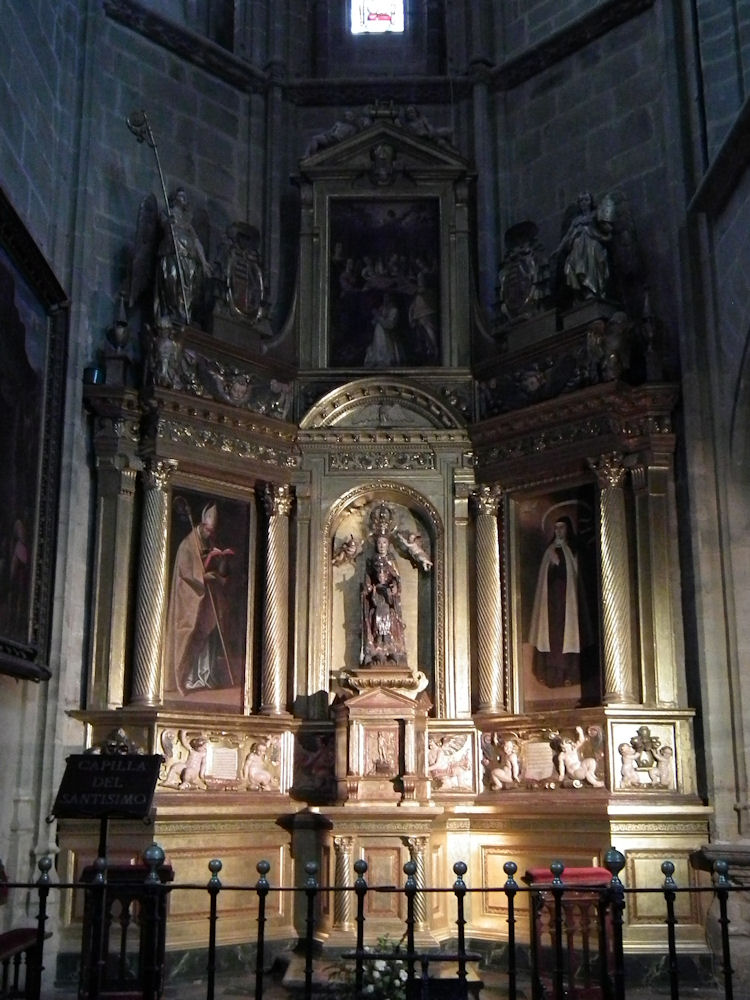
Altar privilegiado en la Catedral de Astorga

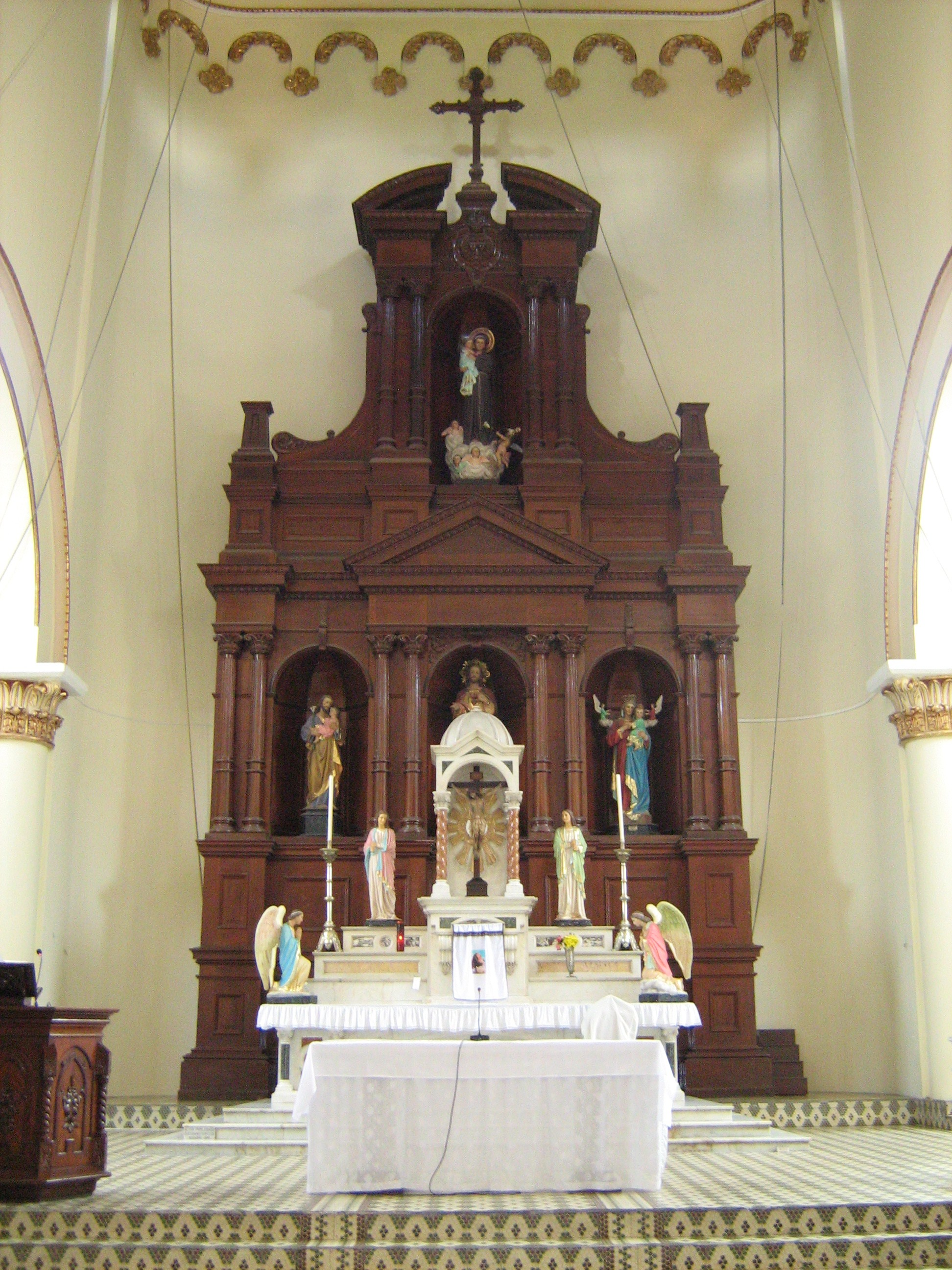
Altar mayor privilegiado de la Iglesia de San Antonio en Barbosa (Colombia)

Se entiende por altar privilegiado aquel que tiene anexa una indulgencia plenaria concedida por el Papa, aplicable al alma del purgatorio, por la cual se celebra en él la misa.
El origen de los altares privilegiados, no parece ascender más allá del siglo IX. Pascual I, que ocupó el solio pontificio, desde 817 hasta 821, habiendo hecho construir en Roma la iglesia de Santa Praxedis, privilegió uno de sus altares, el de la capilla de San Zenón.
Entre otras concesiones posteriores de altares privilegiados, merecen mencionarse la de Benedicto XIII, otorgada por breve de 20 de julio de 1724 para que en todas las iglesias patriarcales, metropolitanas y catedrales, haya un altar privilegiado perpetuamente para todos los días, debiendo hacer el obispo la designación del altar; designación que, una vez hecha, no puede variarse, y la acordada por Clemente XIII en decreto de 19 de mayo de 1759 para un altar privilegiado cotidiano por el término de siete años en todas las iglesias parroquiales, bajo la condición de que cada obispo haga la petición correspondiente para las iglesias de su diócesis. Pío VII, por rescripto de 12 de mayo de 1817, declaró privilegiados, para los días de la oración de cuarenta horas, todos los altares de la iglesia donde se haga la exposición del Santo Sacramento para dicha oración, en cualquier tiempo del año que tenga lugar este ejercicio. Todas las misas celebradas el 2 de noviembre, día de la conmemoración de los fieles difuntos, por cualquier sacerdote secular o regular, son semejantes a las que se celebran en altar privilegiado, según consta de especial decreto de la congregación de indulgencias de 16 de mayo de 1761, aprobado y confirmado por Clemente XIII. Mindener (tract. de indulgentiis et jubiheo, p. 232) añade, que esta concesión se extiende a todos los días de la octava.
Los altares se privilegian, a veces, para siempre o sin limitación de tiempo y a veces, por un número determinado de años que de ordinario no pasa de siete; y la concesión se extiende, unas veces, a todos los días de la semana y otras, a solo dos o tres días, según el número de misas que se celebra en la iglesia respectiva. En los breves de altar privilegiado local, comúnmente se ponen las condiciones de que no haya otro altar privilegiado en la misma iglesia o que se celebre en ella cierto número de misas. En general, se deben examinar atentamente todas las cláusulas del breve para evitar todo error en su inteligencia. Si el breve, por ejemplo, contiene la cláusula sacerdos aliquis saxularis vel regularis, la gracia se extiende, sin excepción, a todo sacerdote que celebra en el altar; pero si dice, sacerdos aliquis ejusdem ecclesiæ duntaxat, solo pueden ganar la indulgencia los sacerdotes empleados en la iglesia, o que al menos prestan en ella algún servicio.
Las condiciones que se exige para ganar la indulgencia del altar privilegiado en favor de un difunto son: 
1. la aplicación de la indulgencia, es decir, que el celebrante debe determinar la persona a quien quiera que la indulgencia sea aplicada: una aplicación vaga, sin ninguna especificación de la persona, no sería, por cierto, suficiente
2. que se aplique por el finado la misa: las palabras de los breves en que se otorgan estas gracias no dejan duda a este respecto: Concedemos una indulgencia, por vía de sufragio, al alma del fiel finado, por quien celebrare un presbítero la misa de difuntos en dicho altar. Mas como es posible que esa alma no tenga necesidad del sufragio o que la indulgencia no pueda serle aplicada, es bueno tener siempre una intención secundaria y condicional para otro difunto
3. que la misa que se aplica por el difunto en el altar privilegiado sea de Requiem, en los días no prohibidos por las rúbricas, pues así lo exigen positivamente los breves en que se otorgan estas gracias y lo tiene también declarado, repetidas veces, la congregación de indulgencias.

Además del altar privilegiado real o local de que se ha hablado, hay también altar privilegiado personal, así llamado, porque se concede a la persona para que pueda ganar la indulgencia plenaria por el difunto a quien aplica la misa, donde quiera que celebre, en los días de la semana que determina el indulto; debiéndose tener presente que, para ganar la indulgencia, deben concurrir las otras condiciones que se ha dicho ser necesarias respecto del altar privilegiado local.